# Бастер Банни
Ба́стер Ба́нни (англ. Buster Bunny) — антропоморфный кролик синего цвета, главный герой мультсериала «Приключения мультяшек». Бесшабашный весельчак и кутила, Бастер Банни постоянно попадает в различные опасные и смешные ситуации, из которых всегда выходит победителем. Учится в Мультакадемии Акме. Не любит жёсткую школьную программу, частенько шутит над учителями (особенно над Йосемайтом Сэмом), за что и отправляется к директору. Много проблем ему доставляют богатенький и изнеженный хулиган Монтана Макс и страстная любительница животных Элмайра Дафф. Несмотря на свои шутки, Бастер, в отличие от Бэбс, обладает довольно ровным и спокойным характером.
Бастер Банни восхищается своим наставником Багзом Банни, считая его самым лучшим героем мультфильмов. В серии «Fields of Honey» он даже заспорил об этом с Плаки Даком, который считал лучшим Даффи Дака. Спор дошёл до ссоры, но в конце они помирились, посчитав лучшими Хани и Боско. Багз Банни часто выручает Бастера из трудных ситуаций, давая ему дельные советы и рассказывая, что нужно делать.
В сериале не показывали родителей Бастера. Известно, что он живёт со своей матерью, но с ней у Бастера был только телефонный разговор.
Также известно, что Бастер не любит и летать, поскольку он боится высоты и его укачивает. Это было показано в серии «Buster and Babs Go Hawaiian», в которой Бастер пытался убедить сценаристок переписать сценарий с полётом. Они отказались, и Бастеру пришлось согласиться со сценарием.
Бастер носит красную футболку и белые перчатки, однако не носит штанов, что несколько противоречит его фразе, в которой якобы цензура не пропустит голым. Его основной цвет — синий, однако также окрашен и в белый цвет.
Как и взрослые, Бастер Банни произносит фразы типа: «Надеюсь вы понимаете, что это означает войну». Если он хочет показать, что сейчас произойдёт сюжетная линия, зависимая от него, он говорит: «В стиле Бастера». После окончания титров Бастер говорит: «Ну вот и всё».